# روي روجرز (موسيقي)
روي روجرز (بالإنجليزية: Roy Rogers)‏ هو موسيقي ومنتج أسطوانات وملحن وعازف قيثارة أمريكي، ولد في 28 يوليو 1950 في ردينغ في الولايات المتحدة.

## وصلات خارجية
- روي روجرز على موقع ميوزك برينز (الإنجليزية)
- روي روجرز على موقع أول ميوزيك (الإنجليزية)
- روي روجرز على موقع ديسكوغز (الإنجليزية)